# Rauvolfia peguana
Rauvolfia peguana är en oleanderväxtart som beskrevs av Joseph Dalton Hooker. Rauvolfia peguana ingår i släktet Rauvolfia och familjen oleanderväxter. Inga underarter finns listade i Catalogue of Life.